# Mabel Van Buren
Mabel Van Buren née le 17 juillet 1878 à Chicago (Illinois), et morte à Los Angeles (Californie) le 4 novembre 1947, est une actrice américaine de théâtre et de cinéma.

## Biographie
Au théâtre, elle joue les rôles principaux dans The Virginian et Le Mari de l'indienne (The Squaw Man) d'Edwin Milton Royle en 1909 (deux pièces adaptées plus tard au cinéma par Cecil B. DeMille).
Au cinéma, où elle avait débuté en 1910, son succès coïncida avec les débuts du long-métrage : En 1914, Cecil B. DeMille l'amena à Hollywood, où elle devint la première star des studios Famous Players-Lasky sur Vine Street. Il lui donna d'abord un rôle important dans The Man from Home en 1914, puis, l'année suivante, le rôle-titre de La Fille du Far West, qui remporta un gros succès.
Elle joua aussi des rôles importants dans The Warrens of Virginia (1915), ainsi que dans Craig's Wife de William C. de Mille (1928). 
Son dernier grand rôle fut celui de Madame Lee dans Neighbor's Wives de B. Reeves Eason en 1933. Elle prit sa retraite après la mort de son mari, l'acteur shakespearien James Gordon, en 1941.
Elle mourut de pneumonie à Los Angeles à 69 ans. Sa fille Katherine Van Buren fut aussi actrice.

## Filmographie partielle
- 1913 : The Probationer de Fred Huntley : Mrs Hendricks
- 1913 : The Bridge of Shadows de Fred Huntley
- 1914 : The Tragedy of Ambition de Colin Campbell
- 1914 : The Charmed Arrow, de Fred Huntley
- 1914 : The Squatters, de Fred Huntley : Mary Simpson
- 1914 : The Midnight Call, de Fred Huntley : Doris
- 1914 : Tested by Fire, de Fred Huntley : Betty Carroll
- 1914 : The Ghost Breaker, de Cecil B. DeMille et Oscar Apfel : Delores
- 1914 : Brewster's Millions d'Oscar Apfel et Cecil B. DeMille
- 1914 : The Man on the Box d'Oscar Apfel et Cecil B. DeMille
- 1914 : Elizabeth's Prayer de Fred Huntley : Margaret Ashton
- 1914 : While Wifey Is Away de Fred Huntley : Mrs Dodd
- 1914 : The Man from Home, de Cecil B. DeMille
- 1915 : La Fille du Far West (The Girl of the Golden West), de Cecil B. DeMille : la fille
- 1915 : The Warrens of Virginia, de Cecil B. DeMille : Mme Warren
- 1917 : The Love of Madge O'Mara, de Colin Campbell
- 1917 : Those Without Sin de Marshall Neilan
- 1917 : Le Talisman (The Devil-Stone) de Cecil B. DeMille
- 1921 : The Faith Healer de George Melford
- 1922 : Le Réquisitoire, de Cecil B. DeMille : une prisonnière (rôle de figuration)
- 1922 : The Woman Who Walked Alone de George Melford
- 1923 : La Lumière qui s'éteint (The Light That Failed) de George Melford
- 1925 : À la dérive (The Top of the World) de James Kirkwood Sr.
- 1928 : Craig's Wife, de William C. de Mille : Mme Frazer
- 1933 : Neighbors' Wives, de B. Reeves Eason : Mme Lee